# Nghĩa trang Do Thái Óbuda
Nghĩa trang Do Thái Óbuda ở Budapest, Hungary được cộng đồng Do Thái lập nên vào năm 1922 tại quận Óbuda-Békásmegyer (Quận III) của Budapest. Ignác Schreiber, một giáo sĩ Do Thái trẻ tuổi đã đọc bài phát biểu vào ngày mở cửa nghĩa trang. Ông qua đời chỉ ba ngày sau đó và trở thành người đầu tiên được chôn cất tại đây.
Sau đó, hài cốt của các giáo sĩ trưởng của Óbuda (Mózes Müncz, Gyula Wellesz và Gyula Klein) được chôn cất tại đây. Lăng mộ của Mózes Müncz là một địa điểm hành hương quan trọng. Các nghệ sĩ và nhà khoa học nổi tiếng người Hungary gốc Do Thái cũng được an táng tại nghĩa trang này, gồm nhà văn Andor Endre Gelléri, và nhà tâm lý học Ferenc Mérei.
Ngôi mộ tập thể của 149 nạn nhân, bệnh nhân, bác sĩ và y tá của Bệnh viện Phố Maros, những người bị sát hại vào tháng 1 năm 1945 trong cuộc diệt chủng do các thành viên Đảng Mũi tên ở Hungary (Arrow Cross Party) gây ra cũng nằm trong nghĩa trang Do Thái Óbuda.